# Marie-Christine Duroy
 (octobre 2010).
Si vous disposez d'ouvrages ou d'articles de référence ou si vous connaissez des sites web de qualité traitant du thème abordé ici, merci de compléter l'article en donnant les références utiles à sa vérifiabilité et en les liant à la section « Notes et références ».
Pour les articles homonymes, voir Duroy.
Marie-Christine Duroy (aujourd'hui Marie-Christine Duroy de Laurière), née le 27 mars 1957  à Besançon (Doubs), est une cavalière française. Elle est l'une des cavalières françaises de concours complet d'équitation (CCE) la plus renommée et la plus titrée.
Issue d’une famille nombreuse passionnée de chevaux, Marie-Christine, débute l'équitation vers l’âge de 8 ans, avec son père, agent immobilier et instructeur d’équitation. Une dizaine d’années plus tard, elle se lance dans la discipline du concours complet. Elle a fait partie de l’équipe de France pendant de nombreuses années.
Elle a participé à quatre éditions des Jeux olympiques d'été : édition de Los Angeles (1984), Séoul (1988), de Barcelone (1992) et Atlanta (1996).
Avec ses nombreux titres en France et à l’étranger, elle figure au premier rang des cavaliers de concours complet, auprès de Jean Teulère, Nicolas Touzaint, Didier Dhennin, Jean-Renaud Adde…
Elle doit une partie de ses victoires à sa monture Yarlands Summer Song (SE/Selle français), par Fleetwater Opposition (Trakehner) et Welton Gazelle (SE), avec lequel ils ont été deux fois Champion de France (en 98 et 99), et ont remporté de nombreux trophées en concours complet. L'étalon Yarlands Summer Song reste à ce jour titulaire du meilleur indice de Concours Complet[réf. nécessaire].
En 2009, Marie-Christine Duroy est la marraine du Téléthon à Angoulême (Charente)

## Palmarès
- 1982 : Vice-Championne de France avec Harley
- 1983 : Médaille de Bronze par équipe du Championnat d’Europe à Frauenfeld (ALL) avec Harley
- 1984 : 4e par équipe des Jeux Olympiques à Los Angeles (USA) avec Harley
- 1985 : Vice-Championne d’Europe par équipe à Burghley (GB) avec Harley
- 1985 : Championne de France avec Harley
- 1986 : Vice-Championne du Monde par équipe, 4e en individuel à Gawler (AUS) avec Harley'
- 1986 : Championne de France avec Harley
- 1987 : Championne de France avec Harley
- 1988 : 6e par équipe des Jeux Olympiques à Séoul (COR) avec Harley
- 1991 : 3e du Championnat de France avec Quart du Placineau*HN
- 1992 : 12e en individuel des Jeux Olympiques à Barcelone (ESP) avec Quart du Placineau*HN
- 1992 : Vice-Championne de France avec Quart du Placineau*HN
- 1994 : 3e du Championnat de France avec Yarland Summer Song*BF
- 1994 : Vice-Championne du Monde par équipe des Jeux Mondiaux à La Haye (HOL) avec Summer Song*BF
- 1995 : Vice-Championne d’Europe en individuel à Pratoni del Vivaro (ITA) avec Ut du Placineau*BF
- 1996 : 4e par équipe des Jeux Olympiques à Atlanta (USA) avec Yarland Summer Song
- 1996 : Championne de France avec Yarland Summer Song*BF, 3e avec Ut du Placineau*BF
- 1997 : 1re du CCI** au Lion d’Angers avec Dope Doux
- 1997 : 4e par équipe du Championnat d’Europe à Burghley (GB) avec Summer Song'
- 1998 : Championne de France avec Yarland Summer Song
- 1998 : Championne de France des Chevaux de 7 ans avec Dope Doux
- 1998 : Vice-Championne par équipe des Jeux équestres mondiaux de Rome (Italie) avec Yarland Summer Song*BF
- 1999 : Championne de France avec Yarland Summer Song, Vice-Championne de France avec Dopé Doux
- 2001 : 3e du Championnat de France à Dinard-Bonnefontaine avec Elton
- 2001 : 2e du CIC** à Vejer de la Frontera (ESP) avec Sadan
- 2001 : 1re du CIC** à Vejer de la Frontera (ESP) avec Tunes of Glory
- 2002 : 9e du CCI*** à Saumur avec Tunes of Glory
- 2002 : 4e par équipe, 6e en individuel du CCIO** à Kreuth (GER) avec El’Iot
- 2002 : 3e du Championnat de France des Chevaux de 7 ans à Dijon avec Hiosco
- 2003 : 2e du CIC** à Barroca d’Alva (POR) avec El’Iot
- 2003 : 1re du CIC* à Barroca d’Alva (POR) avec Hiosco
- 2003 : 1re du CIC** à Barroca d’Alva (POR) avec Crazy Love
- 2003 : 1re par équipe, 2e en individuel du CCI** à Compiègne avec Hiosco
- 2003 : 1re de la 4e étape du Championnat de France à Dijon-Bonvaux avec Tunes of Glory
- 2003 : 2e du CIC** à Sandillon avec Hiosco
- 2003 : 1re du CIC** à Waregem (BEL) avec Crazy Love
- 2003 : 2e du CIC*** W à Nichelino (ITA) avec Crazy Love
- 2004 : 2e du CIC** à Pompadour avec El’Iot
- 2004 : 8e au classement provisoire de la Coupe du Monde FEI au 11 juin après 6 étapes
- 2004 : 3e du CIC** à Jardy avec Crazy Love
- 2004 : 5e du Championnat de France avec Crazy Love à l’issue du CIC*** de Vittel
- 2004 : 4e du CIC** à Sandillon avec Crazy Love
- 2005 : 2e du CIC** à Sandillon avec Crazy Love
- 2005 : 6e du CIC W*** à Martinvast avec Crazy Love
- 2005 : 2e du CIC*** W épreuve qualificative de la Coupe du Monde 2006 à Pau avec Crazy Love
- 2006 : 9e de la A1 à Tartas (1re étape Championnat de France) avec Crazy Love
- 2006 : Participation au CIC*** W de Fontainebleau avec Crazy Love
- 2006 : 1re du CCI** à Dijon avec Crazy Love
- 2006 : 1re du CCI* à Sandillon avec Cadiz
- 2006 : 8e du Championnat du Monde des chevaux de 6 ans au Lion d’Angers avec Cadiz
- 2007 : 2e du CIC* à Pompadour avec Cadiz
- 2007 : 3e du CCI* à Dijon avec Mélodie Champeix, 5e avec Cadiz
- 2007 : 5e du CCI** à Sandillon avec Cadiz